# Juan José Castelli (Chaco)
Juan José Castelli, coloquialmente Castelli, es una ciudad ubicada en el noroeste de la provincia del Chaco, Argentina. Es la cabecera del departamento General Güemes. Ubicada a pocos kilómetros de la ciudad de Presidencia Roque Sáenz Peña, sobre la ruta nacional 95, fue considerada durante muchos años como el "Portal del Impenetrable", debido a que luego de esta ciudad, se iniciaban los caminos de entrada al reconocido monte chaqueño. Esta denominación para la ciudad finalmente se perdería con la pavimentación de la ruta provincial n.º 9, que conecta a la localidad con el pueblo de Miraflores, pasando esta localidad a llevar el mote de "Portal del Impenetrable".
Por su población de 36 588 habitantes (según el censo de 2001), está ubicada en la quinta colocación en el ranking de ciudades de la provincia, mientras que por su superficie es la cuarta ciudad de importancia del territorio. Al mismo tiempo, fue la segunda ciudad de la provincia del Chaco, después de General Pinedo, en establecer su propia enseña, con la enarbolación de su propia bandera, la cual fue presentada el 8 de agosto de 2014, con motivo de la celebración del 63.er aniversario de la provincialización del Chaco

## Origen del nombre
Al crearse la colonia se le dio el nombre de Juan José Castelli, ilustre político y gran promotor de la Revolución de Mayo y miembro de la Primera Junta de gobierno.

## Historia

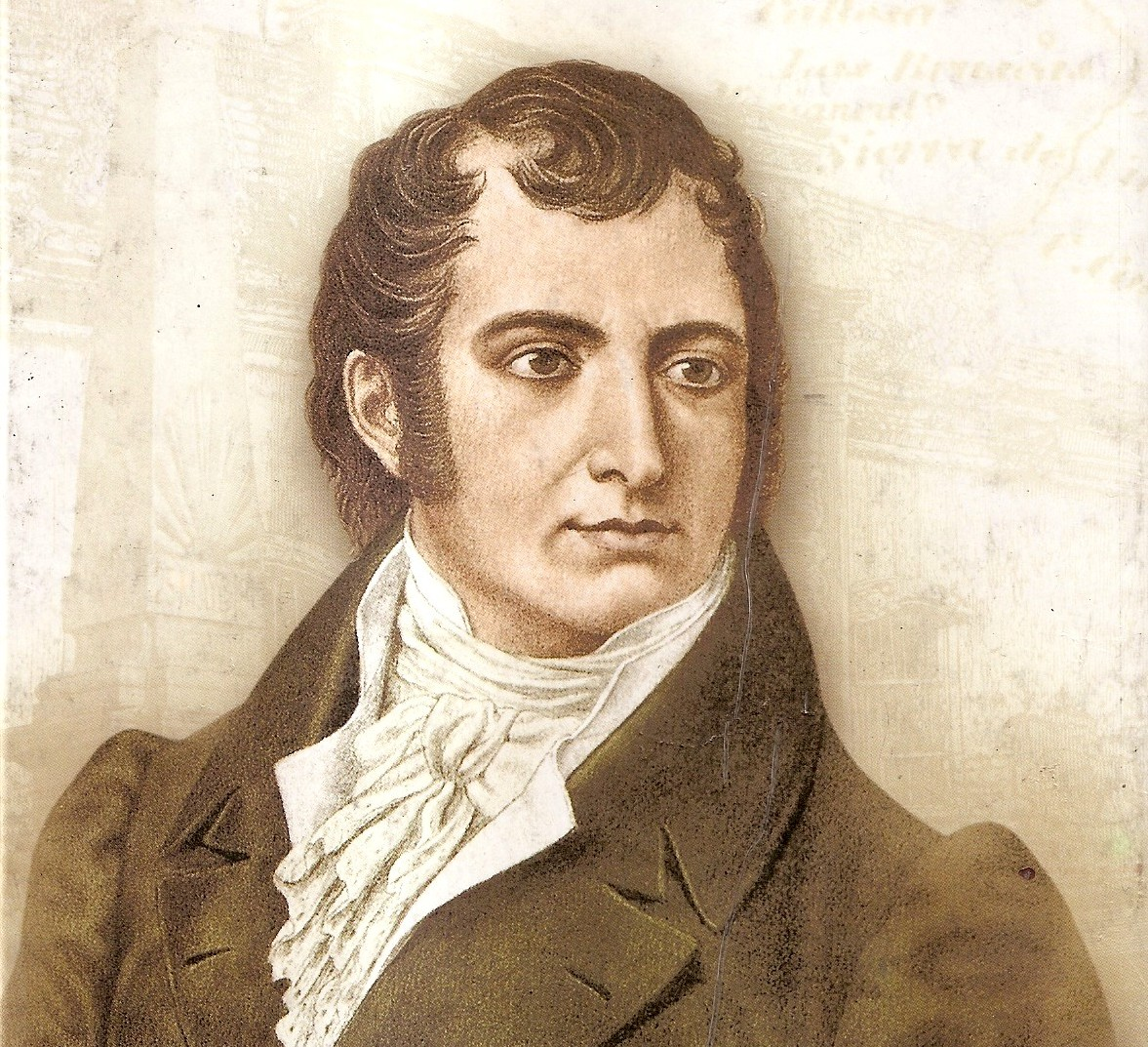
El abogado Juan José Castelli.

Previo al asentamiento blanco, el área estaba poblada por los pueblos originarios de los qomlek y wichí.
En 1910 se estableció un grupo de colonos provenientes de la provincia de Salta, siguiendo el curso del río Bermejo. En 1919, y especialmente en 1923 se realizó una campaña para desarrollar el cultivo del algodón en el Chaco, lo que atrajo a inmigrantes europeos a la zona.
No obstante dada su lejanía con los centros poblados de la provincia Castelli contaba solamente con unas cuarenta familias dedicadas a la cría de ganado y unas siete familias de aborígenes que las ayudaban. El 21 de marzo de 1930 una resolución ministerial creó oficialmente la colonia Juan José Castelli, la cual se mensuró sin hacer previsión de tierras para un pueblo. En junio del año siguiente arribarían en ferrocarril a Presidencia Roque Sáenz Peña unas 300 familias de alemanes del Volga provenientes de la provincia de La Pampa, quienes luego se constituirían en la base de la colonia. Estas familias se habían asentado en 1927 en dicha provincia, pero 3 años de cosechas frustradas sumado al depósito de cenizas volcánicas que tornaba menos promisoria la situación el sacerdote Juan Holzer —conductor espiritual del grupo— los motivó a trasladarse a la colonia recién fundada. El viaje en ferrocarril fue costeado por el Estado y organizado por la Unión Germana Argentina, pero una vez arribados a Sáenz Peña debieron llegar por sus propios medios hasta el lote asignado en Castelli, para lo cual varios de ellos debieron ejercer su oficio en la localidad hasta conseguir el dinero necesario para el traslado.
A partir de 1933 también llegaron, aunque en menor medida, inmigrantes polacos, húngaros, checos, croatas entre otros. En 1935 se reservaron unas 2 500 hectáreas adyacentes a la futura estación de trenes para el poblado que tomó el nombre de la colonia. El 17 de junio de 1936 se completó el tramo del Ferrocarril Central Norte Argentino que une a la localidad con Presidencia Roque Sáenz Peña, cuya fundación formal se considera el 3 de octubre del mismo año por Decreto Nacional.
El crecimiento fue rápido, al punto que ya el 9 de abril del año siguiente el gobernador decretó la creación de una Comisión de Fomento “en consideración a la importancia y progreso adquiridos en diversos órdenes y aspectos de la localidad“. El 1 de abril de 1945 fue elevada al rango de municipalidad. En 1952 abrió una delegación del Banco de la Nación Argentina. En 1956 se inauguró el Hospital Martín Miguel de Güemes.
En el siglo XXI, la ciudad tiene numerosas cooperativas en agricultura, promoción de la energía eléctrica en áreas rurales, forestables sustentables, montes frutales, etc. Hay agrupaciones tradicionalistas del campesino, y una asociación de descendientes de alemanes del Volga, grupo étnico mayoritario de la ciudad de Juan José Castelli.
El municipio de Juan José Castelli fue creado por ley n.° 257. Los límites del ejido municipal fueron ampliados por la ley n.° 4616 de 20 de julio de 1999. El área de influencia del municipio fue fijada por la ley n.º 4088 de 24 de octubre de 1994. Juan José Castelli fue declarado municipio de primera categoría por ley n.° 5075 sancionada el 30 de julio de 2002.

## Clima
Clima tropical continental. Las precipitaciones son muy concentradas en el verano y disminuyen en el invierno, dando lugar a una estación seca.
La temperatura media anual como en toda la provincia es de 21 °C.
El promedio anual de las precipitaciones es alrededor de 950mm.
Las heladas se dan con rara frecuencia en esta zona.

## Educación

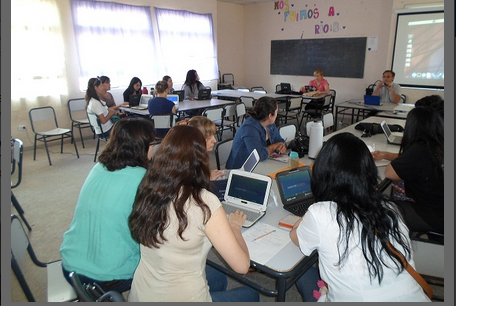
Taller para docentes de Escuelas Secundarias en Juan José Castelli.

Cuenta con jardines de infantes, escuelas primarias y de educación secundaria (públicas y privadas -religiosas y no religiosas-) y también con dos institutos de educación superior, en los cuales se dictan varias carreras.  el instituto de educación pública René Favaloro se cursan las carreras de: Lengua, Matemática, Biología, Educación primaria, Educación inicial, Educación Especial, Artes Visuales y Educación Física. Entre las escuelas de gestión privada existentes, se cuentan el colegio confesional católico "PIO XII", con profesorados de Historia y Ciencias de la Educación, el colegio UEGP 24 San José y el colegio UEGP 111 Pía Didoménico. La ciudad además cuenta con extensiones aúlicas de la Universidad Nacional del Nordeste donde se puede estudiar Derecho e idiomas, y la Universidad Católica de Salta.[cita requerida]

## Población

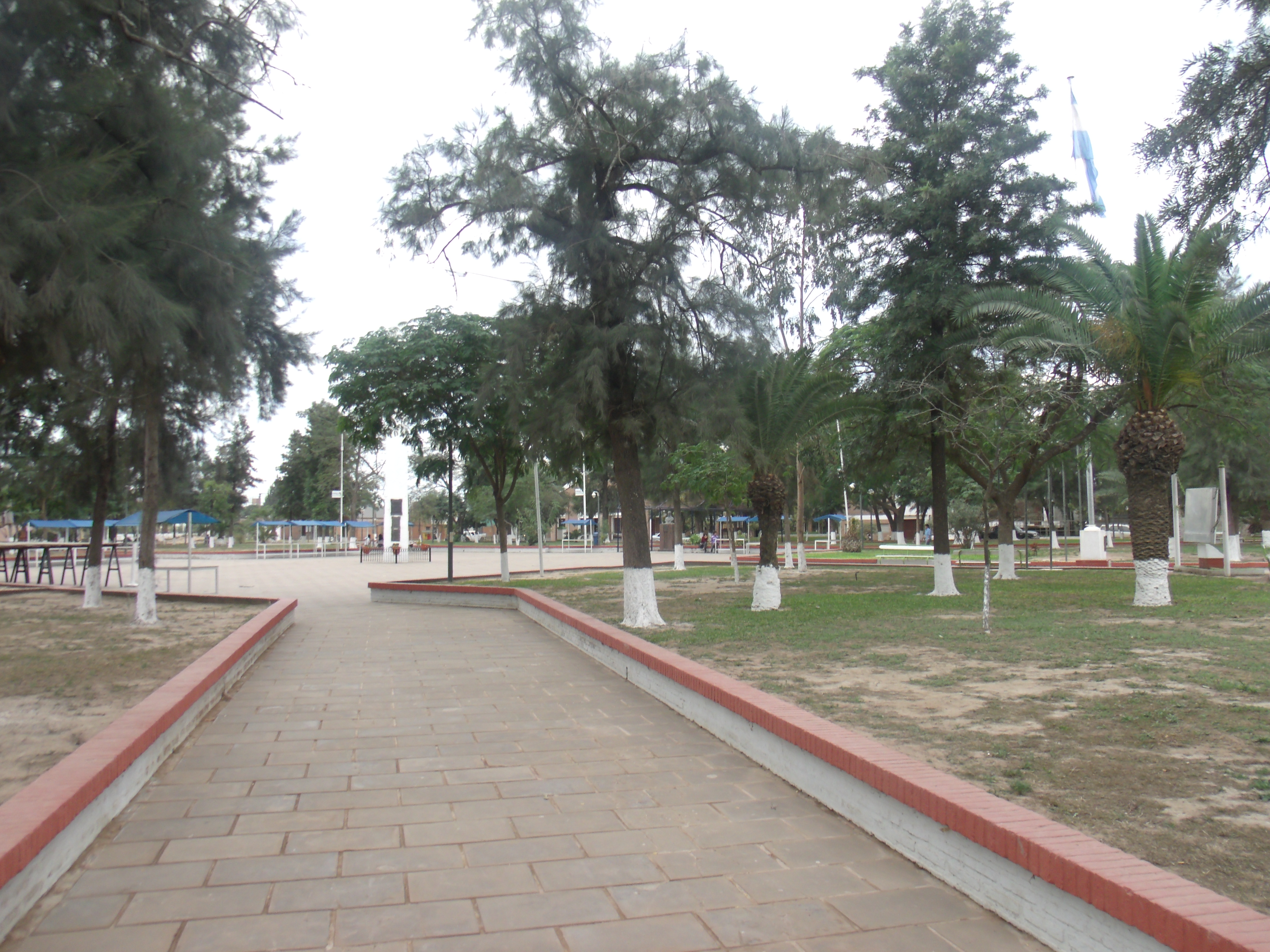
Plaza principal de Juan José Castelli, Chaco.

La población  urbana ascendía a 27 201 habitantes (Indec, 2010), lo que representa un incremento del 12% frente a los 24 333 habitantes (Indec, 2001) del censo anterior. En el municipio el total ascendía a 36 588 habitantes (Indec, 2001). Dentro del ejido municipal se encuentran las poblaciones de Zaparinqui y El Asustado. 
| Gráfica de evolución demográfica de Juan José Castelli entre 1991 y 2010 |
|                                                                          |
| Fuente: censos nacionales del INDEC                                      |

La mayoría de la población de Juan José Castelli es descendiente de alemanes del Volga.

## Medios de comunicación
Existen dieciocho emisoras de radio FM, 2 son con licencia del COMFER, Radio Norte 103.1 MHz y FM Güemes 90.5 MHz.,  sistema de televisión por cable; corresponsalías de diarios provinciales y servicio telefónico cubierto por la empresa Telecom.[cita requerida]

## Vías de comunicación
La principal vía de acceso es la Ruta Nacional 95, que la comunica por pavimento al sur con Zaparinqui y Presidencia Roque Sáenz Peña, y al este con Fortín Lavalle, Villa Río Bermejito y la provincia de Formosa. La ruta provincial 9 la vincula al norte Miraflores, El Sauzalito y la provincia de Salta. La ruta provincial 29 la comunica al sudeste con las ruinas del pK 75 (antigua ciudad de Concepción de Buena Esperanza). Otras rutas que pasan por la localidad son la provincial 5, que la comunica al sudoeste con Pampa del Infierno; la provincial 68, que la vincula al nordeste con El Espinillo; y la Ruta Juana Azurduy, que la vincula al noroeste con Fuerte Esperanza.

## Símbolos

### Escudo
El Escudo municipal de Juan José Castelli, es el principal emblema distintivo de la ciudad. Fue presentado y aprobado oficialmente como tal, el 14 de abril de 1980 luego de un llamado a concurso efectuado por el Concejo Deliberante de la ciudad, con el fin de dotar a la institución Municipalidad de Juan José Castelli, de un emblema distintivo. Al concurso fueron presentados 14 trabajos entre los cuales fue seleccionada la obra definitiva, autoría del ciudadano Juan Dozdor. El mismo es de forma cuadrilonga, con ángulos inferiores redondeados cortado y en perla o palio filiera de sable timbrado y coronado con un sol naciente de oro con veinte rayos triangulares rectos del mismo material. Los atributos principales del escudo, se detallan de la siguiente forma:

 Golondrina: Representa a los inmigrantes. Rememora la llegada de los primeros colonos que hicieron posible la fundación de la ciudad.
Cruz: Representa a la Fe Cristiana, principal creencia de la localidad y del país. Al mismo tiempo, representa un recordatorio para quien fuera principal precursor de la colonización, el Padre Juan Holzer
Algodon-Vaca-Madera: Representa a las principales actividades productivas de la zona. Actividad agrícola-algodonera, explotación forestal y Actividad ganadera.
Laureles: Representa a las glorias de los próceres nacionales, atributo compartido con la mayoría de los escudos, principalmente el de la Nación Argentina.
Sol Naciente: Representa el surgir de un nuevo pueblo, también principal exponente de la paz. También es un atributo compartido con otros escudos
Cintas celestes y blancas: Bordeando ambos lados del escudo, representa la contención de Juan José Castelli en el ámbito del territorio de la República Argentina..

### Bandera
La bandera de Juan José Castelli, es el nuevo emblema distintivo de la ciudad, siendo al mismo tiempo la segunda bandera enarbolada por una ciudad de la provincia del Chaco, como enseña propia (anteriormente, en 2011, lo había hecho la ciudad de General Pinedo). La misma fue presentada oficialmente el 8 de agosto de 2014, en un acto oficiado en la localidad con motivo de la celebración de los 63 años de la provincialización del Territorio Nacional del Chaco Austral. La creación de la bandera tuvo lugar gracias a un llamado a concurso efectuado por el municipio, en el cual se convocó a la población a participar, presentando modelos de diseño propio que serían llevados a sorteo para su definición. El modelo ganador, fue confeccionado por el comerciante local Arnaldo Soria, quien conjugara un diseño de 3 cuadros por 2, formado de tres franjas verticales (similares a la bandera provincial) de colores amarillo, blanco y verde, ordenados de izquierdas a derechas. Asimismo, se deja ver sobre la franja blanca central, tres líneas ubicadas en forma piramidal, coronadas por un triángulo de color marrón en su tope. Sobre el significado heráldico de cada elemento, su creador expresó su significado de la siguiente forma:

La bandera en forma rectangular, se divide en tres franjas. El color amarillo, representa al sol que en nuestra zona (sic) siempre está presente. El blanco, representa al algodón y a la parte productiva de nuestra zona (sic)  y el verde a nuestros bosques que nos rodean (sic).
Las tres líneas celestes en el centro de la bandera, representa a las distintas etnias y culturas como lo son los aborígenes, los criollos y los inmigrantes, denominados "gringos" (sic)  y son de color celeste, intercalando con el blanco, por la bandera Argentina (sic) y estan ubicados en forma piramidal, representando un obelisco que se completa con el triángulo puesto en sus puntas.
Arnaldo Soria

## Personalidades

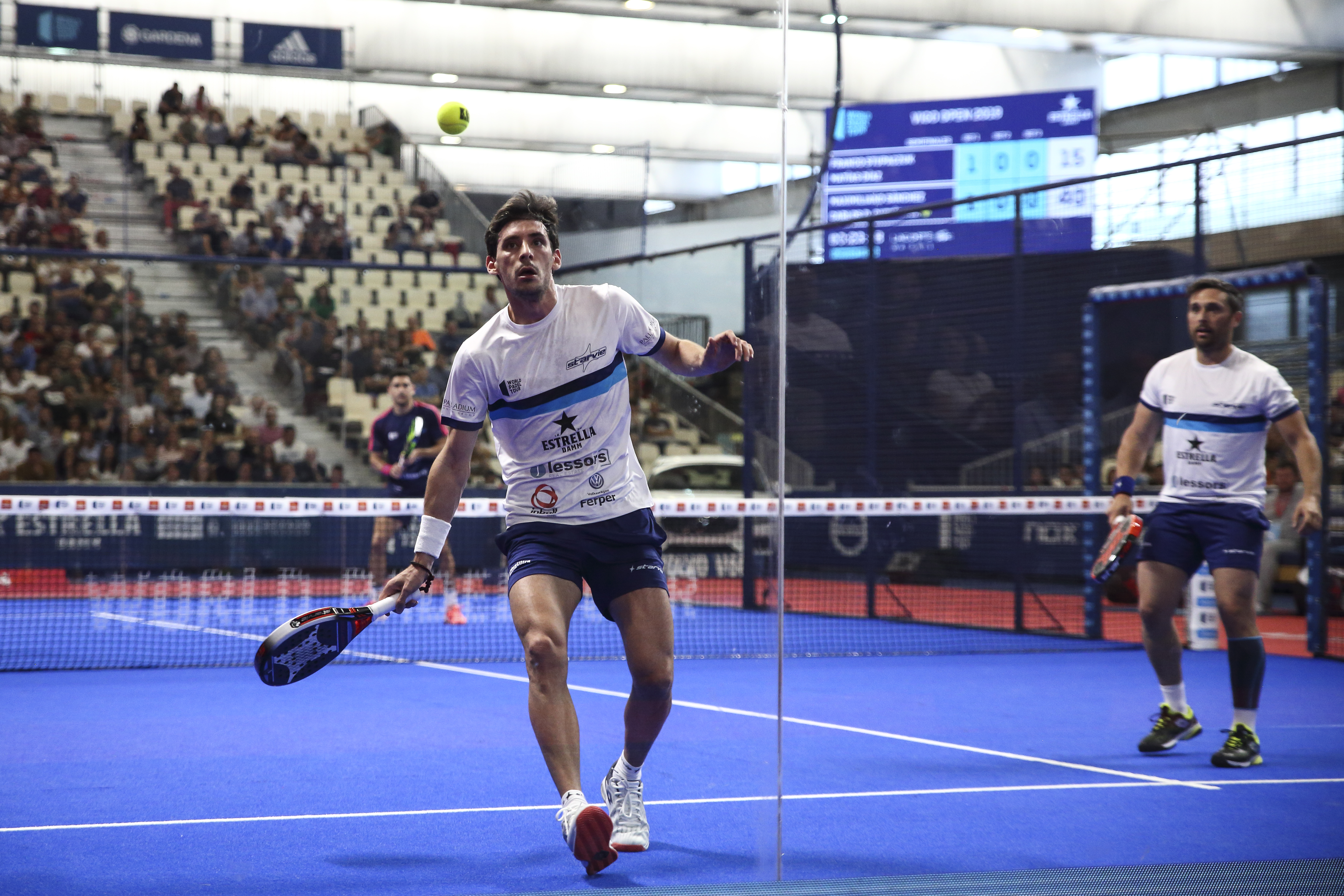
Franco Stupaczuk en el Vigo Open 2019 de World Padel Tour.

### Franco Stupaczuk
Jugador de Padel profesional de pádel argentino que destaca a nivel mundial entre los mejores del mundo. 

### Rubén Wolkowyski
Exbaloncestista argentino, el primero en ser fichado por un equipo de la NBA. Formó parte de la selección que se coronó campeón de los Juegos Olímpicos de 2004.

### Piko Frank
Cantante de Folklore reconocido a nivel nacional, consagrado en el Festival Nacional de Doma y Folklore "Jesús Maria" como artista Revelación en 2024 y recibiendo el reconocimiento de "Consgración" en el año 2025.

### Juan Carlos Bacileff Ivanoff
Abogado y político que ejerció como gobernador en funciones de la Provincia del Chaco desde el 20 de noviembre de 2013 hasta el 26 de febrero de 2015.

### Dante Senger
Futbolista argentino que se desempeña como delantero en el Losone Sportiva de Suiza.

## Parroquias de la Iglesia católica en Juan José Castelli

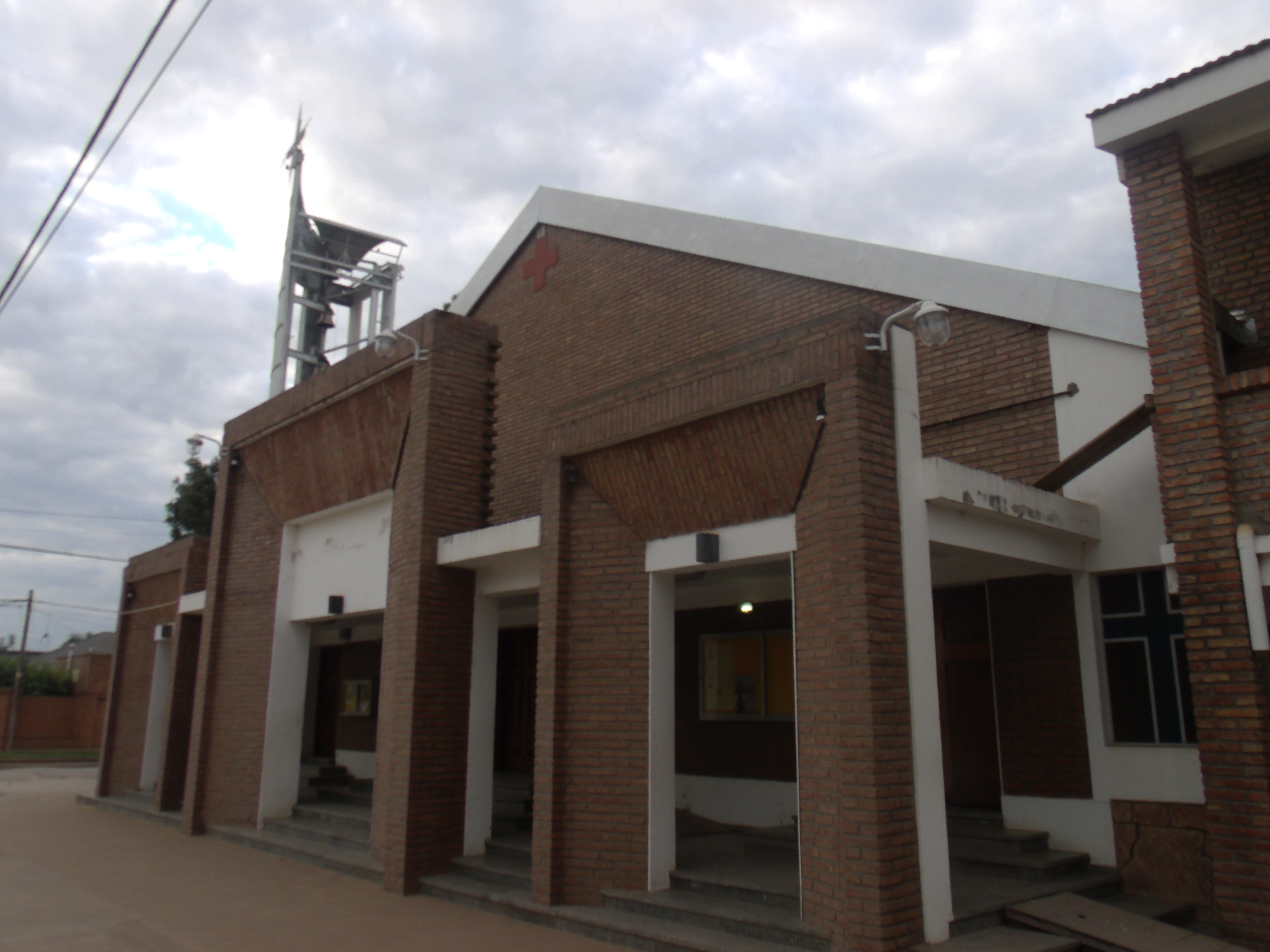
Templo católico de Castelli, Chaco.

| Diócesis  | San Roque de Presidencia Roque Sáenz Peña |
| --------- | ----------------------------------------- |
| Parroquia | Nuestra Señora del Valle                  |